# Alexandre Hannesse
 (septembre 2021).
La mise en forme du texte ne suit pas les recommandations de Wikipédia : il faut le « wikifier ».
Les points d'amélioration suivants sont les cas les plus fréquents :
- Les titres sont pré-formatés par le logiciel. Ils ne sont ni en capitales, ni en gras.
- Le texte ne doit pas être écrit en capitales (les noms de famille non plus), ni en gras, ni en italique, ni en « petit »…
- Le gras n'est utilisé que pour surligner le titre de l'article dans l'introduction, une seule fois.
- L'italique est rarement utilisé : mots en langue étrangère, titres d'œuvres, noms de bateaux, etc.
- Les citations ne sont pas en italique mais en corps de texte normal. Elles sont entourées par des guillemets français : « et ».
- Les listes à puces sont à éviter, des paragraphes rédigés étant largement préférés. Les tableaux sont à réserver à la présentation de données structurées (résultats, etc.).
- Les appels de note de bas de page (petits chiffres en exposant, introduits par l'outil «  Source ») sont à placer entre la fin de phrase et le point final[comme ça].
- Les liens internes (vers d'autres articles de Wikipédia) sont à choisir avec parcimonie. Créez des liens vers des articles approfondissant le sujet. Les termes génériques sans rapport avec le sujet sont à éviter, ainsi que les répétitions de liens vers un même terme.
- Les liens externes sont à placer uniquement dans une section « Liens externes », à la fin de l'article. Ces liens sont à choisir avec parcimonie suivant les règles définies. Si un lien sert de source à l'article, son insertion dans le texte est à faire par les notes de bas de page.
- La présentation des références doit suivre les conventions bibliographiques. Il est recommandé d'utiliser les modèles {{Ouvrage}}, {{Chapitre}}, {{Article}}, {{Lien web}} et/ou {{Bibliographie}}. Le mode d'édition visuel peut mettre en forme automatiquement les références.
- Insérer une infobox (cadre d'informations à droite) n'est pas obligatoire pour parachever la mise en page.

Pour une aide détaillée, merci de consulter Aide:Wikification.
Si vous pensez que ces points ont été résolus, vous pouvez retirer ce bandeau et améliorer la mise en forme d'un autre article.
 (octobre 2021).
Alexandre Hannesse (alias Gothlieb Tjiackk de son nom d'artiste) est un photographe et un artiste plasticien belge, né à Bruxelles en 1970.
Autodidacte en matière d'art, Alexandre Hannesse a fait son entrée dans le monde de la création artistique en 2006, lorsqu'il a fondé le mouvement du Nocif'Art. L'artiste s'est fait un nom dans l'art belge en créant des portraits de stars bien connues, telles que Bob Marley, Snoop Dogg, Serge Gainsbourg, Che Guevara ou encore Jim Morrison.
Outre ses créations plastiques, il a réalisé des photos, toujours avec la même logique de dénonciation des produits nocifs pour l'environnement et la planète.

## Chef de file du Nocif'Art

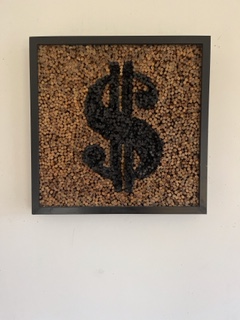
"Philip More Rich", oeuvre de pixellisation de mégots parodiant et dénonçant l'industrie du tabac de Philip Morris (2015)

Le Nocif'Art est un mouvement artistique basé sur la fusion des substances nocives diverses et de l'art graphique. Il a été médiatisé pour la première fois le 19 août 2010, soit quatre ans après la naissance de la technique. Cette technique artistique a été utilisée par Alexandre Hannesse lorsqu'il a créé le tableau représentant Elvis Presley, qui se trouve à Bruxelles. Comme il le dit lui-même, "les plus grands mouvements artistiques se créent au coin d'une table d'un bistrot". Et cela peut être pris au sens premier du terme, car Alexandre Hannesse se sert, en premier lieu, comme matériel de création, de mégots de cigarettes qu'il récupère dans les cafés ou dans les cendriers publics des universités (et autres lieux) de Bruxelles ou d'ailleurs et qu'il fait sécher avant de les coller les unes aux autres de sorte à créer un aspect visuel de "pixelisation".

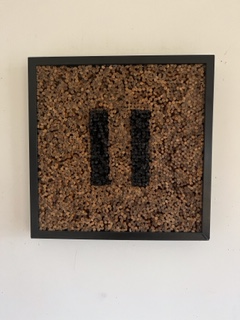
"Pause clope", oeuvre de pixellisation de mégots (2015)

Par ailleurs, ce n'est pas le seul élément utilisé. En effet, Alexandre Hannesse utilise aussi de la mousse polyuréthane pour créer la couleur noire, ou des particules fines et/ou encore de la résine de cannabis. Il a aussi ambitionné aussi de réaliser des œuvres à base de pesticides.
"Pour marquer les dix ans de l’interdiction de fumer dans les cafés et restaurants du Royaume [de Belgique - ndlr], l’artiste plasticien Alexandre Hannesse investit le Coach, une brasserie bruxelloise du boulevard Saint-Michel, non loin du rond-point Montgomery, à Woluwe-Saint-Pierre [à Bruxelles - ndlr]", comme le détaillait le journal La Meuse du groupe médiatique Sudpresse. 
Plus récemment, il a réalisé un portrait de la militante écologiste Greta Thunberg, "à base de smog bruxellois". Son portrait de Johnny Hallyday a aussi été médiatisé. Bien qu'il ait été noté par des médias spécifiquement culturels, Alexandre Hannesse n'en est pas resté là.

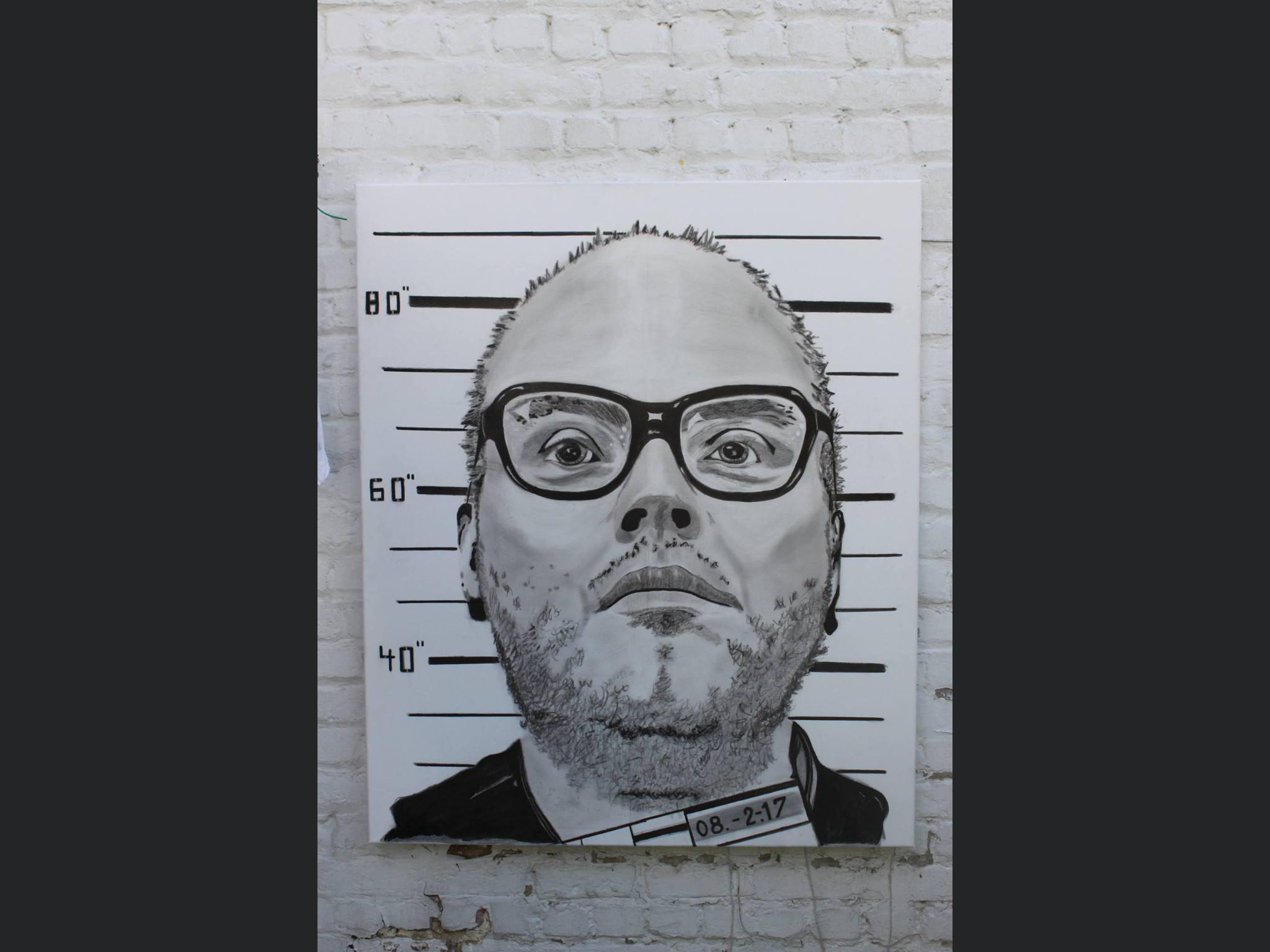
"All Guilty", smographe réalisé avec de la particule fine de combustion de moteur (2017)

En 2013, il invente le concept de "smographe", une technique qui consiste à appliquer de la particule fine (à base de calamine) tirée des pots d’échappement de véhicules diesel. Le smographe est à ne pas confondre avec un dessin au crayon ou un fusain, précise régulièrement Alexandre Hannesse. L'artiste précise qu'il y a toujours un lien entre le sujet de l'œuvre et la matière utilisée (ex : Greta Thunberg, militante écolo dont le portrait a été réalisé à base de calamine, ou d'autres portraits à base de particules fines de pot d'échappement de voiture).
Il a donné des expos collectives et individuelles dans de nombreux centres culturels belges, surtout à Bruxelles, tels que celui d'Evere, d'Auderghem, de Ganshoren ou dans des galeries d'art comme à Ixelles. Il a également exposé à Liège (notamment à la Courte échelle en 2022, expo qui fut médiatisée dans la presse écrite,, télévisée, et radio, ou celle au Belgian Chocolate Village en 2025). 
L'artiste a fait parler de lui à l'étranger, notamment en Espagne et en Suisse, où le journal du Matin lui a consacré une page, au sujet de son œuvre représentant Serge Gainsbourg, qui avait été exposée pour les 30 ans du décès du chanteur connu pour avoir été parfois irrévérencieux à l'égard des institutions dans ses chansons.

### La cause écologique

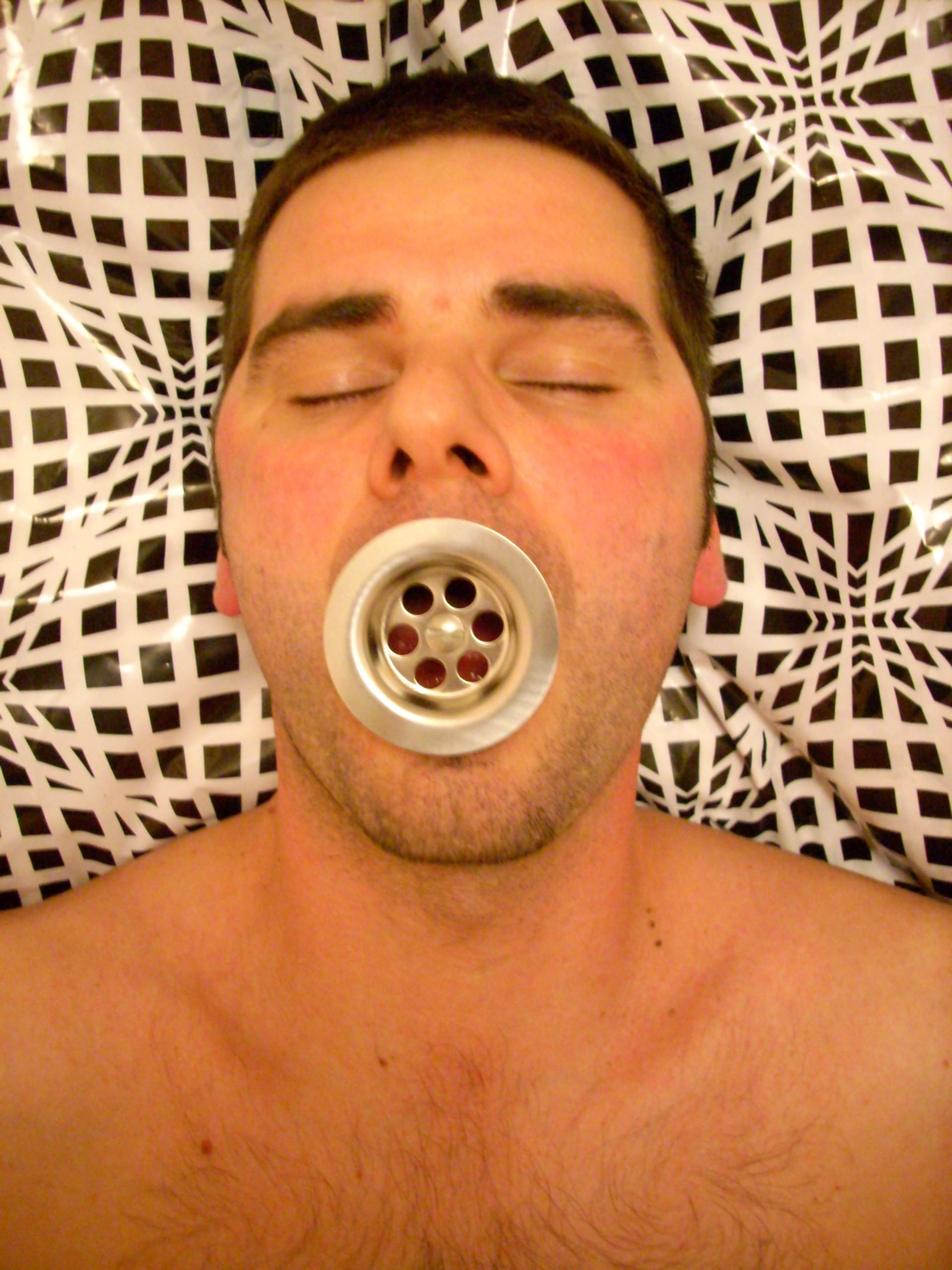
"Alcoolisme", photo d'Alexandre Hannesse

Outre les œuvres utilisant les techniques de smographe ou de pixellisation de mégots, Alexandre Hannesse est également un photographe. C'est d'ailleurs par là qu'il a commencé son travail de Nocif'Art. A la fin de la première décennie du XXIe siècle, alors qu'il avait créé ce courant artistique depuis peu de temps, il a créé des compositions photographiques dont le message était une certaine dénonciation des produits toxiques sur l'environnement et sur la santé des êtres humains qui y sont exposés. 
En cela, il entre dans les artistes engagés pour la cause environnementale, bien qu'il ne se revendique pas "activiste de la cause". Cette thématique est tout de même un fil conducteur de ses créations graphiques.
Parmi ses œuvres photographiques, ses plus célèbres sont son autoportrait avec un siphon d'évier dans la bouche pour évoquer la question de l'alcoolisme (qui est d'ailleurs le nom de l'oeuvre), l'épi de maïs aux perles de couleurs différentes pour dénoncer l'usage des OGMs ou encore "Nuclé(ère"), avec l'homme dans une poubelle sur un brise-lame en bord de mer du Nord, donnant l'illusion d'être dans un sous-marin. Cette dernière photo dénonce l'usage abusif du nucléaire, dont on aperçoit d'ailleurs un symbole au premier plan de cette composition photographique.

## Expositions d'Alexandre Hannesse

### Expositions collectives
- 2006 :

Centre Culturel de Gembloux Exposition Collective
- 2007 :

Centre Culturel de Gembloux Exposition Collective
- 2010 :

Kinepolis Imagibraine (1420 Braine-l’Alleud)
- 2012 :

A.A.F. Tour & Taxi (1000 Bruxelles)
- 2013 :

Wolubilis (1200 Woluwe-Saint-Lambert)
Salle La Tentation (1000 Bruxelles)
La vitrine au soleil (1000 Bruxelles)
- 2014 :

MAAC Events Toulouse Expo Collective (France)
Soirée évènement 10 ans de Classic21 palais 12 (Expo Nocif’Art) (1020 Bruxelles)
Funkey Hotel Expo collective – UFO (1030 Schaerbeek)
Membre du jury « Ecopolis-Greenpeace » (Photographies) (Ostende)
Soirée ACCESS Évènement Expo Collective (Mons)
- 2015 :

Exhi-B Art Event-Espace Galerie Louise (1050 Bruxelles)
La Médialine (Collective) (1200 Woluwe-Saint-Lambert)
Art Truc Troc Design (1000 Bruxelles)
Soirées métissées l’Entrela – Centre Culturel d’Evere (1140 Evere)
Galerie vertige (Collective) (1070 Bruxelles)
- 2016 :

Espace Artefac « Sound and Pictures » Association d’artistes (1200 Bruxelles)
Centre Culturel de Tubize (Art collection – Serge Gainsbourg) (1480 Tubize)
Lauréat Photo Magazine (no 523)
- 2018 :

Halles Saint Géry (Collective) (1000 Bruxelles)
Tour & Taxis Salon du déchet Collective (1000 Bruxelles)
- 2021 :

Hôte Gallery (1000 Bruxelles)
- 2023:

Les artistes de Woluwe-Mediatine (1200 Bruxelles)

### Expositions individuelles
- 2011 :

Atelier Expo Tomberg (1200 Woluwe-Saint-Lambert)
Galerie P&O Bruxelles (1000 Bruxelles)
- 2012 :

Galerie Garden Begramoff (1000 Bruxelles)
Affordable Art Gallery (1000 Bruxelles)
Lagalerie.be (1030 Bruxelles)
- 2013 :

Siège du Crédit Agricole (1070 Bruxelles)
RTBF Radio Classic21 (Mons)
- 2014 :

Opsis Art Gallery (Wavre)
Espace Arte-Fac – UCL (1200 Bruxelles)
- 2015 :

Maison de la jeunesse Prekelinden (1200 Woluwe-Saint-Lambert)
Espace Toots (Evere-Patchwork)
Serres communales (1200Woluwe-Saint-Lambert)
- 2016 :

Seventy Five Bar (1000 Bruxelles)
Brasserie Le Plash Brugmann (1050 Bruxelles)
Power Plate Institute (1050 Bruxelles)
- 2017 :

White and Art Gallery (1050 Bruxelles)
Brasserie Le Coach (Boulevard St Michel, 1150 Bruxelles)
- 2019 :

Centre Culturel d’Auderghem (1160 Bruxelles)
Galerie Cigaverte (1000 Bruxelles)
- 2020 :

La Villa / Centre Culturel de Ganshoren (1083 Bruxelles)
Espace Artefac UCL (1200 Bruxelles)
- 2022 :

Courte échelle (4000 Liège)
- 2023 :

Centre culturel belgo-albanais (Grand-Place de Bruxelles)
- 2025 :

Belgian Chocolate Village, (1081 Bruxelles)